# Job for a Cowboy
Job for a Cowboy — американская метал-группа из Глендейла, штат Аризона, основанная в 2003 году и играющая в стилях дэткор и дэт-метал. На данный момент коллектив состоит из 5 музыкантов, 2 из которых были приняты в группу в начале 2011 года, а вокалист Джонни Дэйви является единственным неизменным участником с момента основания Job for a Cowboy.

## История группы

### 2003 — 2005: формирование и первые записи
Первоначально Job For A Cowboy состояла из вокалиста Джонни Дэйви и двух гитаристов — Рави Бхадрираджу и Эндрю Аркуриро (всем троим на тот момент было 15-16 лет), жителями г. Глендэйл, штат Аризона. Этот состав сформировался зимой 2003 года, а через некоторое время был доукомплектован басистом Брентом Риггсом и Эллиотом Селлерсом. Коллектив начинает работать над песнями собственного сочинения и играет их на первых концертах, что привлекает внимание независимого лейбла King of the Monsters, который помог с распространением дебютного EP «Doom» 2005 года.

### 2006 — 2008: первый альбом
Спустя некоторое время на группу обращает внимание Metal Blade Records и в 2006 году заключает с ней контракт. В команде происходит замена — вместо Аркурио приходит Бобби Томпсон, а место Селлерса занимает Джон Райс. Группа разместила объявление о поиске нового барабанщика, на которое и откликнулся Райс, представив себя в видео на YouTube. В этом составе коллектив приступил к записи альбома «Genesis», и в марте 2007 года он был готов. Запись проходила на Blue Light Audio Media в Фениксе, Аризона, в его создании приняли участие Кори Споттс (продюсирование) и Энди Снип (микширование).
В этот период Job For A Cowboy начинают выступать на известных фестивалях и концертах (Download Festival, Gigantour) вместе с такими группами как Chimaira, Behemoth, Gojira, Megadeth и т. д.
В конце 2008 года гитарист Рави Бхадрираджу покидает группу, чтобы продолжить обучение в институте. Новым участником становится Алан Глассман, до этого 2 года игравший в Despised Icon.

### 2009 — по настоящее время: Ruination, Gloom и новый альбом
С приходом Глассмана началась работа над демоверсиями второго альбома под названием «Ruination». С этого момента стиль группы, по словам Дэйви, начинает ориентироваться на дэт-метал и отходить от дэткора. Альбом записали при участии продюсера Джейсона Сьюкофа и выпустили 7 июля 2009 года. В том же году коллектив выступил на Mayhem Festival, разделив сцену с Whitechapel, Cannibal Corpse и The Black Dahlia Murder.
Зимой 2011 года на студии Audiohammer Studios во Флориде проходила запись второго для группы EP «Gloom». Над этим мини-альбомом команда работала в обновлённом составе, в который приняли соло-гитариста Тони Санникандро и турового басиста Ника Шинджелоса. Заменённые музыканты покинули группу по личным причинам. Это привело к небольшому изменению в стиле группы — он стал близок к мелодичному и техничному дэт-металу. «Gloom» был издан 7 июня 2011 года ограниченным тиражом в 2,500 экземпляров, так как Metal Blade посчитали бессмысленным изготовить больше копий из-за популярности бесплатного скачивания музыки через интернет.
В конце июля Джонни Дэйви заявил, что коллектив в ближайшем времени приступает к записи нового полноформатного альбома и до 2012 года прекращает концертную деятельность. Стилистически новая работа продолжит «Gloom». В планах группы поместить на альбом 8-минутную инструментальную композицию.

## Состав
| Нынешний состав - Джонни Дэйви — вокал (2003–настоящее время) - Алан Глассман — ритм-гитара (2008–настоящее время) - Тони Саникандро — соло-гитара, бэк-вокал (2011–настоящее время) - Ник Шинджелос — бас-гитара (2011–настоящее время) | Бывшие участники - Чад Стейплз - бас-гитара (2003–2004) - Энди Рисдам - ударные (2003–2004) - Эндрю Аркурио - соло-гитара (2003–2006) - Рави Бхадрираджу - ритм-гитара (2003–2008) - Брент Риггс - бас-гитара, бэк-вокал (2004–2011) - Эллиотт Селлерс - ударные (2004–2006) - Бобби Томпсон - соло-гитара (2006–2011) - Джон Райс - ударные (2007–2013, 2016) | Сессионные участники - Дэнни Уолкер — барабаны (2013–2014) - Нэвине Копервэйз - ударные (2020-настоящее время) |

## Дискография

### Альбомы
| 2007                                                           | Genesis - Выпущен: 15 мая 2007 - Лейбл: Metal Blade - Форматы: CD, digital download         | 54 | 4  | 15 | — |
| 2009                                                           | Ruination - Выпущен: 7 июля 2009 - Лейбл: Metal Blade - Форматы: CD, digital download       | 42 | 4  | 14 | 7 |
| 2012                                                           | Demonocracy - Выпущен: 10 апреля 2012 - Лейбл: Metal Blade - Форматы: CD, digital download  | 87 | 15 | 30 | 8 |
| 2014                                                           | Sun Eater - Выпущен: 11 ноября 2014 - Лейбл: Metal Blade - Форматы: CD, digital download    | 91 | 12 | 20 | 6 |
| 2024                                                           | Moon Healer - Выпущен: 23 февраля 2024 - Лейбл: Metal Blade - Форматы: CD, digital download | 29 | 9  | 7  | 3 |
| "—" означает отсутствие альбома в чартах на данной территории. |                                                                                             |    |    |    |   |

### Мини-альбомы
| Год  | Подробности                                                                                   |
| ---- | --------------------------------------------------------------------------------------------- |
| 2005 | Doom - Выпущен: 6 декабря 2005 - Лейбл: King of the Monsters - Форматы: CD, digital download  |
| 2010 | Live Ruination - Выпущен: 23 ноября 2010 - Лейбл: Metal Blade - Форматы: CD, digital download |
| 2011 | Gloom - Выпущен: 7 июня 2011 - Лейбл: Metal Blade - Форматы: CD, digital download             |